# Aponogeton decaryi
Aponogeton decaryi là một loài thực vật có hoa trong họ Aponogetonaceae. Loài này được Jum. ex Humbert mô tả khoa học đầu tiên năm 1943.